# PASOK - Movimento pela Mudança
O Movimento pela Mudança (em grego: Κίνημα Αλλαγής (ΚΙΝΑΛ), Kinima Allagis (KINAL)) é uma coligação política de centro-esquerda da Grécia, fundada em Março de 2018. Atualmente, incluí o PASOK e o Movimento dos Socialistas Democratas (KIDISO).

## História
Em Julho de 2017, a líder do PASOK (Fófi Yennimatá) anunciou a intenção de formar a unir o centro-esquerda grego num novo partido antes do final do ano. No verão de 2017, Stavros Theodorakis, fundador e líder do partido O Rio decidiu juntar à formação do novo partido. Após as eleições para a liderança do partido, os diversos partidos envolvidos no novo projeto decidem continuar com grupos parlamentares próprios até ao congresso fundacional, previsto para a primavera de 2018. As eleições para a liderança foram realizadas no final de 2017 e, na segunda volta, Fófi Yennimatá (líder do PASOK) vence com 56% dos votos.
O novo partido realizou o seu congresso fundacional entre os 16 a 18 de Março de 2018 em Atenas, onde foi anunciado o símbolo do partido bem como o programa político.
Entretanto, dois dos partidos fundadores da aliança (O Rio e a Esquerda Democrática) abandonaram em desacordo com a linha política seguida pela coligação.

## Membros
| Partido | Partido                             | Partido   | Ideologia              | Espectro                 | Notas               |
| ------- | ----------------------------------- | --------- | ---------------------- | ------------------------ | ------------------- |
|         | Movimento Socialista Pan-helénico   | PASOK     | Social-democracia      | Centro-esquerda          |                     |
|         | Movimento de Socialistas Democratas | KIDISO    | Social-democracia      | Centro-esquerda          |                     |
|         | O Rio                               | TO POTAMI | Social-liberalismo     | Centro/Centro-esquerda   | Até Julho de 2018   |
|         | Esquerda Democrática                | DIMAR     | Socialismo democrático | Centro-esquerda/Esquerda | Até Janeiro de 2019 |

## Resultados eleitorais

### Eleições legislativas
| Data | Líder          | CI. | Votos   | %           | Deputados | Status   |
| ---- | -------------- | --- | ------- | ----------- | --------- | -------- |
| 2019 | Fófi Yennimatá | 3.º | 457 519 | 8,1 / 100,0 | 22 / 300  | Oposição |

### Eleições europeias
| Data | CI. | Votos   | %           | Deputados |
| ---- | --- | ------- | ----------- | --------- |
| 2019 | 3.º | 436 735 | 7,7 / 100,0 | 2 / 21    |